# Hamed Bakayoko
Hamed Bakayoko (ur. 8 marca 1965 w Abidżanie, zm. 10 marca 2021 we Fryburgu Bryzgowijskim) – iworyjski polityk, w latach 2020–2021 premier kraju, minister w kilku resortach.

## Życiorys
Urodził się w dzielnicy Habitat-Extension w Abidżanie. Pochodził z konserwatywnej, muzułmańskiej rodziny. Wraz z bratem oraz dwiema siostrami został wychowany przez owdowiałego ojca. Pod koniec liceum wyjechał do Burkina Faso, by studiować medycynę, studiów nie ukończył. Był menadżerem m.in. Le Patriote, Radio Nostalgie i Nostalgie Afrique.

### Kariera polityczna
Od marca 2003 do kwietnia 2011 pełnił stanowisko ministra nowych technologii, informacji i komunikacji (fr. ministre des Nouvelles Technologies, de l'Information et de la Communication).
Od 2011 do 2017 był ministrem spraw wewnętrznych i bezpieczeństwa (fr. ministre de l'Intérieur). Od 2017 zajmował stanowisko ministra stanu i obrony.
W wyborach samorządowych w październiku 2018 roku Bakayoko został wybrany na burmistrza Abobo, uzyskując prawie 59 procentowe poparcie.
Od 2 maja do 2 lipca 2020, podczas wyjazdu premiera Amadou Gon Coulibaly do Francji na leczenie, pełnił funkcję tymczasowego szefa rządu. Premier Coulibaly powrócił do kraju 2 lipca 2020 i ponownie objął obowiązki szefa rządu, jednak po kilku dniach, podczas posiedzenia rządu, poczuł się źle i został ewakuowany do szpitala, gdzie następnie zmarł. Bakayoko ponownie objął obowiązki tymczasowego szefa rządu. 30 lipca 2020 został zaprzysiężony na stanowisko premiera.

## Życie prywatne
Przez ponad 20 lat był żonaty z Yolande Bakayoko. 6 kwietnia 2020 stwierdzono u niego pozytywny wynik testu na obecność wirusa SARS-CoV-2 wywołującego chorobę COVID-19, 11 dni później ogłosił publicznie, że całkowicie wyzdrowiał.
Od 2015 roku był wielkim mistrzem (fr. Grand maîtres) masońskiej organizacji La Grande Loge de Côte d’Ivoire.
Zmarł na raka dwa dni po swoich 56. urodzinach w szpitalu w niemieckim Fryburgu. Po jego śmierci w kraju ogłoszono 8-dniową żałobę narodową.

## Odznaczenia i wyróżnienia
- Krzyż Wielki Orderu Narodowego (Wybrzeże Kości Słoniowej, 2021)[14]
- Order Gwiazdy Włoch II klasy (Włochy, 2018)[15]